# Liste der Orte im Landkreis Uckermark

Wappen des Kreises

Diese Liste enthält Siedlungen und Orte des Landkreises Uckermark in Brandenburg. Zusätzlich angegeben sind die Art der Gemeinde und die übergeordnete Einheit. Durch Klicken auf das quadratische Symbol in der Titelzeile kann die Liste nach den einzelnen Parametern sortiert werden.
Grundlage für die Angaben sind die beim Online-Dienstleistungsportal des Landes Brandenburg abrufbaren Daten (Stand. 1. Januar 2009). 637 Siedlungen sind in dieser Liste aufgenommen.

## Liste
| Ort                               | Art          | Übergeordnete Einheit                     |
| --------------------------------- | ------------ | ----------------------------------------- |
| Aalkasten                         | Wohnplatz    | Boitzenburger Land                        |
| Achimswalde                       | Wohnplatz    | Amt Gerswalde Gerswalde                   |
| Achterhöfe                        | Wohnplatz    | Schwedt/Oder                              |
| Afrika                            | Gemeindeteil | Amt Gerswalde Flieth-Stegelitz            |
| Ahlimbsmühle                      | Gemeindeteil | Amt Gerswalde Milmersdorf                 |
| Ahlimbsmühle                      | Wohnplatz    | Amt Gerswalde Temmen-Ringenwalde          |
| Ahlimbswalde                      | Gemeindeteil | Amt Gerswalde Temmen-Ringenwalde          |
| Ahrensdorf                        | Ortsteil     | Templin                                   |
| Ahrensnest                        | Wohnplatz    | Amt Gerswalde Milmersdorf                 |
| Albertshof                        | Wohnplatz    | Templin                                   |
| Albrechtshof                      | Wohnplatz    | Amt Gramzow Randowtal                     |
| Albrechtsthal                     | Wohnplatz    | Templin                                   |
| Alexanderhof                      | Ortsteil     | Prenzlau                                  |
| Alsenhof                          | Gemeindeteil | Templin                                   |
| Alt Placht                        | Gemeindeteil | Templin                                   |
| Alt-Temmen                        | Gemeindeteil | Amt Gerswalde Temmen-Ringenwalde          |
| Altenhof                          | Wohnplatz    | Angermünde                                |
| Alt-Galow                         | Wohnplatz    | Schwedt/Oder                              |
| Altkünkendorf                     | Ortsteil     | Angermünde                                |
| Am Großen Lychensee               | Wohnplatz    | Lychen                                    |
| Am Pfingstberger Damm             | Wohnplatz    | Amt Gerswalde Flieth-Stegelitz            |
| Am Schlangenbruch                 | Wohnplatz    | Boitzenburger Land                        |
| Am Waldrand                       | Gemeindeteil | Schwedt/Oder                              |
| Amalienhof                        | Gemeindeteil | Uckerland                                 |
| Angermünde                        | Stadt        | Angermünde                                |
| Annenhof                          | Wohnplatz    | Templin                                   |
| Annenwalde                        | Gemeindeteil | Templin                                   |
| Annetenhof                        | Wohnplatz    | Amt Gartz (Oder) Hohenselchow-Groß Pinnow |
| Arendsee                          | Gemeindeteil | Nordwestuckermark                         |
| Arnimswalde                       | Gemeindeteil | Amt Gerswalde Gerswalde                   |
| Augustenfelde                     | Wohnplatz    | Angermünde                                |
| Augustenfelde                     | Wohnplatz    | Prenzlau                                  |
| Augustenhof                       | Wohnplatz    | Schwedt/Oder                              |
| Augustfelde                       | Gemeindeteil | Nordwestuckermark                         |
| Ausbau                            | Wohnplatz    | Angermünde                                |
| Ausbau                            | Wohnplatz    | Amt Brüssow (Uckermark) Göritz            |
| Ausbau                            | Wohnplatz    | Amt Gramzow Gramzow                       |
| Ausbau                            | Wohnplatz    | Schwedt/Oder                              |
| Ausbau                            | Wohnplatz    | Nordwestuckermark                         |
| Ausbau Blumberger Weg             | Wohnplatz    | Amt Gartz (Oder) Casekow                  |
| Ausbau Brunk                      | Wohnplatz    | Lychen                                    |
| Ausbau Casekower Straße           | Wohnplatz    | Amt Gartz (Oder) Casekow                  |
| Ausbau Gatow                      | Wohnplatz    | Schwedt/Oder                              |
| Ausbau Kietzmann                  | Wohnplatz    | Lychen                                    |
| Ausbau Lüder                      | Wohnplatz    | Lychen                                    |
| Ausbau Mürower Straße             | Wohnplatz    | Angermünde                                |
| Ausbau Pinnower Weg               | Wohnplatz    | Angermünde                                |
| Ausbau Weidendamm                 | Wohnplatz    | Amt Gramzow Grünow                        |
| Ausbau Welsower Weg               | Wohnplatz    | Angermünde                                |
| Ausbau Wilsickow                  | Wohnplatz    | Uckerland                                 |
| Bagemühl                          | Ortsteil     | Amt Brüssow (Uckermark) Brüssow           |
| Bahnhof Geesow                    | Gemeindeteil | Amt Gartz (Oder) Gartz (Oder)             |
| Bahnwärterhäuschen                | Wohnplatz    | Amt Gerswalde Flieth-Stegelitz            |
| Bandelow                          | Gemeindeteil | Uckerland                                 |
| Bandelow-Siedlung                 | Wohnplatz    | Uckerland                                 |
| Bandelowshof                      | Wohnplatz    | Templin                                   |
| Basedow                           | Wohnplatz    | Prenzlau                                  |
| Baßdorf                           | Wohnplatz    | Templin                                   |
| Battin                            | Gemeindeteil | Amt Brüssow (Uckermark) Brüssow           |
| Battin-Ausbau                     | Wohnplatz    | Amt Brüssow (Uckermark) Brüssow           |
| Bauernsee                         | Wohnplatz    | Angermünde                                |
| Baumgarten                        | Gemeindeteil | Amt Brüssow (Uckermark) Schenkenberg      |
| Beatenhof                         | Wohnplatz    | Amt Gartz (Oder) Gartz (Oder)             |
| Bebersee                          | Gemeindeteil | Templin                                   |
| Beenz                             | Ortsteil     | Lychen                                    |
| Beenz                             | Gemeindeteil | Nordwestuckermark                         |
| Beenzer Ausbau                    | Wohnplatz    | Lychen                                    |
| Beenzhof                          | Wohnplatz    | Lychen                                    |
| Berghausen                        | Wohnplatz    | Amt Gramzow Oberuckersee                  |
| Berkenlatten                      | Gemeindeteil | Amt Gerswalde Gerswalde                   |
| Berkholz                          | Ortsteil     | Boitzenburger Land                        |
| Berkholz                          | Wohnplatz    | Schwedt/Oder                              |
| Berkholz-Meyenburg                | Ortsteil     | Schwedt/Oder                              |
| Bertikow                          | Ortsteil     | Amt Gramzow Uckerfelde                    |
| Beutel                            | Ortsteil     | Templin                                   |
| Beyerswald                        | Wohnplatz    | Schwedt/Oder                              |
| Biesenbrow                        | Ortsteil     | Angermünde                                |
| Biesendahlshof                    | Ortsteil     | Amt Gartz (Oder) Casekow                  |
| Bietikow                          | Ortsteil     | Amt Gramzow Uckerfelde                    |
| Birkenhain                        | Wohnplatz    | Nordwestuckermark                         |
| Birkenhof                         | Wohnplatz    | Templin                                   |
| Birkental                         | Wohnplatz    | Lychen                                    |
| Blankenburg                       | Ortsteil     | Amt Gramzow Oberuckersee                  |
| Blankensee                        | Gemeindeteil | Amt Gerswalde Mittenwalde                 |
| Blindow                           | Ortsteil     | Prenzlau                                  |
| Blumberg                          | Ortsteil     | Amt Gartz (Oder) Casekow                  |
| Blumberger Mühle                  | Wohnplatz    | Angermünde                                |
| Blumberger Mühle                  | Wohnplatz    | Amt Gartz (Oder) Casekow                  |
| Blumenhagen                       | Ortsteil     | Schwedt/Oder                              |
| Böckenberg                        | Gemeindeteil | Amt Gerswalde Gerswalde                   |
| Bohmshof                          | Wohnplatz    | Lychen                                    |
| Boisterfelde                      | Wohnplatz    | Boitzenburger Land                        |
| Boitzenburg                       | Ortsteil     | Boitzenburger Land                        |
| Bölkendorf                        | Ortsteil     | Angermünde                                |
| Bollmannshof                      | Wohnplatz    | Nordwestuckermark                         |
| Brandmühle                        | Wohnplatz    | Amt Gramzow Oberuckersee                  |
| Breitenteicher Mühle              | Wohnplatz    | Angermünde                                |
| Brennickenwerder                  | Wohnplatz    | Lychen                                    |
| Briesen                           | Gemeindeteil | Amt Gerswalde Gerswalde                   |
| Briest                            | Ortsteil     | Schwedt/Oder                              |
| Bröddin                           | Wohnplatz    | Boitzenburger Land                        |
| Bruchhagen                        | Ortsteil     | Angermünde                                |
| Brüsenwalde                       | Wohnplatz    | Boitzenburger Land                        |
| Brüssow                           | Ortsteil     | Amt Brüssow (Uckermark) Brüssow           |
| Brüssow                           | Stadt        | Amt Brüssow (Uckermark) Brüssow           |
| Buchenhain                        | Ortsteil     | Boitzenburger Land                        |
| Buchholz                          | Gemeindeteil | Amt Gerswalde Gerswalde                   |
| Bülowssiege                       | Gemeindeteil | Nordwestuckermark                         |
| Bündigershof                      | Wohnplatz    | Prenzlau                                  |
| Bungalowsiedlung am Carwitzer See | Wohnplatz    | Boitzenburger Land                        |
| Butterholz                        | Gemeindeteil | Amt Brüssow (Uckermark) Brüssow           |
| Carmzow                           | Ortsteil     | Amt Brüssow (Uckermark) Carmzow-Wallmow   |
| Carolinenthal                     | Gemeindeteil | Uckerland                                 |
| Casekow                           | Ortsteil     | Amt Gartz (Oder) Casekow                  |
| Charlottenhöhe                    | Wohnplatz    | Nordwestuckermark                         |
| Charlottenthal                    | Wohnplatz    | Boitzenburger Land                        |
| Christianenhof                    | Gemeindeteil | Nordwestuckermark                         |
| Christianshof                     | Wohnplatz    | Templin                                   |
| Collinshof                        | Wohnplatz    | Boitzenburger Land                        |
| Collinshof                        | Wohnplatz    | Lychen                                    |
| Cremzow                           | Gemeindeteil | Amt Brüssow (Uckermark) Carmzow-Wallmow   |
| Criewen                           | Ortsteil     | Schwedt/Oder                              |
| Crussow                           | Ortsteil     | Angermünde                                |
| Damerow                           | Gemeindeteil | Nordwestuckermark                         |
| Damitzow                          | Gemeindeteil | Amt Gartz (Oder) Tantow                   |
| Damme                             | Ortsteil     | Amt Gramzow Grünow                        |
| Dargersdorf                       | Gemeindeteil | Templin                                   |
| Dauer                             | Ortsteil     | Prenzlau                                  |
| Dauerthal                         | Gemeindeteil | Amt Brüssow (Uckermark) Schenkenberg      |
| Dedelow                           | Ortsteil     | Prenzlau                                  |
| Densow                            | Ortsteil     | Templin                                   |
| Dobberzin                         | Ortsteil     | Angermünde                                |
| Dochower Mühle                    | Wohnplatz    | Nordwestuckermark                         |
| Dolgen                            | Gemeindeteil | Uckerland                                 |
| Döllnkrug                         | Wohnplatz    | Templin                                   |
| Dollshof                          | Wohnplatz    | Templin                                   |
| Dorettenhof                       | Wohnplatz    | Templin                                   |
| Dreesch                           | Ortsteil     | Amt Gramzow Grünow                        |
| Drei Häuser                       | Wohnplatz    | Templin                                   |
| Drei Seen                         | Wohnplatz    | Lychen                                    |
| Dreiecksee                        | Wohnplatz    | Amt Gramzow Oberuckersee                  |
| Drense                            | Ortsteil     | Amt Gramzow Grünow                        |
| Dreyershof                        | Wohnplatz    | Prenzlau                                  |
| Dühnshof                          | Wohnplatz    | Lychen                                    |
| Düster Möll                       | Wohnplatz    | Boitzenburger Land                        |
| Dusterlake                        | Wohnplatz    | Templin                                   |
| Düsterseesiedlung                 | Wohnplatz    | Amt Gerswalde Temmen-Ringenwalde          |
| Egarsee                           | Wohnplatz    | Boitzenburger Land                        |
| Eichenhof                         | Wohnplatz    | Boitzenburger Land                        |
| Eichhof                           | Gemeindeteil | Lychen                                    |
| Eickstedt                         | Ortsteil     | Amt Gramzow Randowtal                     |
| Eickstedt Ausbau                  | Wohnplatz    | Amt Gramzow Randowtal                     |
| Ellingen                          | Wohnplatz    | Prenzlau                                  |
| Engelsburg                        | Gemeindeteil | Amt Gerswalde Milmersdorf                 |
| Eselshütte                        | Wohnplatz    | Templin                                   |
| Etashof                           | Wohnplatz    | Templin                                   |
| Ewaldshof                         | Wohnplatz    | Prenzlau                                  |
| Fahrenholz                        | Ortsteil     | Uckerland                                 |
| Fährkrug                          | Wohnplatz    | Templin                                   |
| Falkenhagen                       | Gemeindeteil | Nordwestuckermark                         |
| Falkenhain                        | Wohnplatz    | Boitzenburger Land                        |
| Falkenwalde                       | Ortsteil     | Amt Gramzow Uckerfelde                    |
| Fegefeuer                         | Wohnplatz    | Lychen                                    |
| Felchow                           | Ortsteil     | Schwedt/Oder                              |
| Fennluch                          | Wohnplatz    | Templin                                   |
| Ferdinandshof                     | Gemeindeteil | Nordwestuckermark                         |
| Ferdinandshorst                   | Ortsteil     | Nordwestuckermark                         |
| Fergitz                           | Gemeindeteil | Amt Gerswalde Gerswalde                   |
| Fiebigershof                      | Gemeindeteil | Nordwestuckermark                         |
| Fischerhaus                       | Wohnplatz    | Boitzenburger Land                        |
| Fischershof                       | Gemeindeteil | Nordwestuckermark                         |
| Flemsdorf                         | Ortsteil     | Schwedt/Oder                              |
| Flieth                            | Gemeindeteil | Amt Gerswalde Flieth-Stegelitz            |
| Flieth-Stegelitz                  | Gemeinde     | Amt Gerswalde Flieth-Stegelitz            |
| Förstei                           | Wohnplatz    | Templin                                   |
| Försterei Berkholz                | Wohnplatz    | Schwedt/Oder                              |
| Försterei Neuland                 | Wohnplatz    | Amt Gerswalde Flieth-Stegelitz            |
| Forsthaus                         | Gemeindeteil | Amt Gerswalde Mittenwalde                 |
| Forsthaus Buchheide               | Wohnplatz    | Templin                                   |
| Forsthaus Krams                   | Wohnplatz    | Templin                                   |
| Forsthaus Laatz                   | Wohnplatz    | Templin                                   |
| Forsthaus Ringofen                | Wohnplatz    | Templin                                   |
| Forsthaus Warnitz                 | Wohnplatz    | Amt Gramzow Oberuckersee                  |
| Frauenhagen                       | Ortsteil     | Angermünde                                |
| Frauenhagen                       | Gemeindeteil | Amt Brüssow (Uckermark) Brüssow           |
| Fredersdorf                       | Ortsteil     | Amt Gramzow Zichow                        |
| Freudenfeld                       | Wohnplatz    | Amt Gartz (Oder) Gartz (Oder)             |
| Friedenfelde                      | Gemeindeteil | Amt Gerswalde Gerswalde                   |
| Friedenfelder Weg                 | Gemeindeteil | Amt Gerswalde Gerswalde                   |
| Friedenshof                       | Wohnplatz    | Nordwestuckermark                         |
| Friedrichsfelde                   | Wohnplatz    | Angermünde                                |
| Friedrichsthal                    | Ortsteil     | Amt Gartz (Oder) Gartz (Oder)             |
| Frostenwalde                      | Wohnplatz    | Amt Gartz (Oder) Hohenselchow-Groß Pinnow |
| Funkenhagen                       | Ortsteil     | Boitzenburger Land                        |
| Fürstenau                         | Wohnplatz    | Boitzenburger Land                        |
| Fürstenwerder                     | Ortsteil     | Nordwestuckermark                         |
| Gandenitz                         | Ortsteil     | Templin                                   |
| Garlieb-Hof                       | Wohnplatz    | Boitzenburger Land                        |
| Gartz (Oder)                      | Stadt        | Amt Gartz (Oder) Gartz (Oder)             |
| Gartz (Oder)                      | Ortsteil     | Amt Gartz (Oder) Gartz (Oder)             |
| Gatow                             | Ortsteil     | Schwedt/Oder                              |
| Geesow                            | Ortsteil     | Amt Gartz (Oder) Gartz (Oder)             |
| Gehegemühle                       | Wohnplatz    | Angermünde                                |
| Gellmersdorf                      | Ortsteil     | Angermünde                                |
| Georgenhöhe                       | Wohnplatz    | Lychen                                    |
| Gerswalde                         | Gemeindeteil | Amt Gerswalde Gerswalde                   |
| Gerswalde                         | Gemeinde     | Amt Gerswalde Gerswalde                   |
| Gerswalder Siedlung               | Wohnplatz    | Amt Gerswalde Gerswalde                   |
| Glambecker Mühle                  | Wohnplatz    | Angermünde                                |
| Gleuenhof                         | Wohnplatz    | Templin                                   |
| Gneisenau                         | Gemeindeteil | Uckerland                                 |
| Gollin                            | Ortsteil     | Templin                                   |
| Gollmitz                          | Ortsteil     | Nordwestuckermark                         |
| Golm                              | Ortsteil     | Amt Gramzow Zichow                        |
| Göritz                            | Gemeindeteil | Amt Brüssow (Uckermark) Göritz            |
| Göritz                            | Gemeinde     | Amt Brüssow (Uckermark) Göritz            |
| Görlsdorf                         | Ortsteil     | Angermünde                                |
| Götschendorf                      | Gemeindeteil | Amt Gerswalde Milmersdorf                 |
| Götzkendorf                       | Wohnplatz    | Boitzenburger Land                        |
| Gramzow                           | Ortsteil     | Amt Gramzow Gramzow                       |
| Greiffenberg                      | Ortsteil     | Angermünde                                |
| Greiffenberg Siedlung             | Wohnplatz    | Angermünde                                |
| Grenz                             | Wohnplatz    | Amt Gramzow Randowtal                     |
| Grenzhaus                         | Wohnplatz    | Schwedt/Oder                              |
| Grimme                            | Gemeindeteil | Amt Brüssow (Uckermark) Brüssow           |
| Groß Dölln                        | Ortsteil     | Templin                                   |
| Groß Fredenwalde                  | Gemeindeteil | Amt Gerswalde Gerswalde                   |
| Groß Kölpin                       | Gemeindeteil | Amt Gerswalde Milmersdorf                 |
| Groß Pinnow                       | Ortsteil     | Amt Gartz (Oder) Hohenselchow-Groß Pinnow |
| Groß Sperrenwalde                 | Gemeindeteil | Nordwestuckermark                         |
| Groß Väter                        | Gemeindeteil | Templin                                   |
| Grumsin                           | Wohnplatz    | Angermünde                                |
| Grünberg                          | Ortsteil     | Amt Brüssow (Uckermark) Brüssow           |
| Grunewald                         | Ortsteil     | Templin                                   |
| Grünhagen                         | Wohnplatz    | Uckerland                                 |
| Grünheide                         | Wohnplatz    | Amt Gramzow Oberuckersee                  |
| Grünow                            | Ortsteil     | Schwedt/Oder                              |
| Grünow                            | Ortsteil     | Amt Gramzow Grünow                        |
| Günterberg                        | Ortsteil     | Angermünde                                |
| Gustavsruh                        | Gemeindeteil | Amt Gerswalde Gerswalde                   |
| Güstow                            | Ortsteil     | Prenzlau                                  |
| Gut Gollin                        | Wohnplatz    | Templin                                   |
| Güterberg                         | Ortsteil     | Uckerland                                 |
| Haferkamp                         | Wohnplatz    | Amt Gerswalde Milmersdorf                 |
| Hahnwerder                        | Wohnplatz    | Amt Gerswalde Milmersdorf                 |
| Hammelspring                      | Ortsteil     | Templin                                   |
| Hammelstall                       | Gemeindeteil | Amt Brüssow (Uckermark) Brüssow           |
| Hansfelde                         | Gemeindeteil | Uckerland                                 |
| Hardenbeck                        | Ortsteil     | Boitzenburger Land                        |
| Haßleben                          | Ortsteil     | Boitzenburger Land                        |
| Haßlebener Siedlung               | Wohnplatz    | Amt Gerswalde Gerswalde                   |
| Heckenhaus                        | Wohnplatz    | Lychen                                    |
| Heckenhaus Hoheheide              | Wohnplatz    | Templin                                   |
| Hedwigshof                        | Gemeindeteil | Amt Brüssow (Uckermark) Carmzow-Wallmow   |
| Heidehof                          | Wohnplatz    | Amt Gramzow Oberuckersee                  |
| Heimstedt                         | Wohnplatz    | Amt Brüssow (Uckermark) Brüssow           |
| Heinersdorf                       | Ortsteil     | Schwedt/Oder                              |
| Heinrichshof                      | Gemeindeteil | Amt Gartz (Oder) Hohenselchow-Groß Pinnow |
| Heinrichshof                      | Wohnplatz    | Templin                                   |
| Heinrichshofer Ausbau             | Gemeindeteil | Amt Gartz (Oder) Gartz (Oder)             |
| Heises Hof                        | Wohnplatz    | Amt Gramzow Grünow                        |
| Helenenhof                        | Wohnplatz    | Amt Gartz (Oder) Hohenselchow-Groß Pinnow |
| Henkinshain                       | Wohnplatz    | Templin                                   |
| Henriettenhof                     | Wohnplatz    | Angermünde                                |
| Herrenhof                         | Wohnplatz    | Schwedt/Oder                              |
| Herrenstein                       | Gemeindeteil | Amt Gerswalde Gerswalde                   |
| Herzfelde                         | Ortsteil     | Templin                                   |
| Herzsprung                        | Ortsteil     | Angermünde                                |
| Hessenhagen                       | Gemeindeteil | Amt Gerswalde Flieth-Stegelitz            |
| Hessenhöhe                        | Gemeindeteil | Amt Gerswalde Temmen-Ringenwalde          |
| Hetzdorf                          | Ortsteil     | Uckerland                                 |
| Hindenburg                        | Ortsteil     | Templin                                   |
| Hinterfeld                        | Wohnplatz    | Lychen                                    |
| Hof Sternhagen                    | Wohnplatz    | Nordwestuckermark                         |
| Hohen Tutow                       | Wohnplatz    | Uckerland                                 |
| Hohenfelde                        | Ortsteil     | Schwedt/Oder                              |
| Hohenfelde                        | Wohnplatz    | Templin                                   |
| Hohengüstow                       | Ortsteil     | Amt Gramzow Uckerfelde                    |
| Hohenlandin                       | Wohnplatz    | Schwedt/Oder                              |
| Hohenreinkendorf                  | Ortsteil     | Amt Gartz (Oder) Gartz (Oder)             |
| Hohenselchow                      | Ortsteil     | Amt Gartz (Oder) Hohenselchow-Groß Pinnow |
| Hohenwalde                        | Gemeindeteil | Amt Gerswalde Milmersdorf                 |
| Hohenzollchow                     | Wohnplatz    | Nordwestuckermark                         |
| Holzendorf                        | Ortsteil     | Nordwestuckermark                         |
| Hoppenhuus                        | Wohnplatz    | Boitzenburger Land                        |
| Horst                             | Gemeindeteil | Nordwestuckermark                         |
| Jagow                             | Ortsteil     | Uckerland                                 |
| Jahnkeshof                        | Gemeindeteil | Uckerland                                 |
| Jakobshagen                       | Ortsteil     | Boitzenburger Land                        |
| Jamikow                           | Ortsteil     | Schwedt/Oder                              |
| Joachimshof                       | Wohnplatz    | Templin                                   |
| Johannishof                       | Wohnplatz    | Schwedt/Oder                              |
| Julianenhof                       | Gemeindeteil | Amt Gerswalde Temmen-Ringenwalde          |
| Julienwalde                       | Wohnplatz    | Schwedt/Oder                              |
| Kaakstedt                         | Gemeindeteil | Amt Gerswalde Gerswalde                   |
| Kannenburger Schleuse             | Wohnplatz    | Templin                                   |
| Karlsberg                         | Gemeindeteil | Amt Gartz (Oder) Casekow                  |
| Karlsberg                         | Wohnplatz    | Schwedt/Oder                              |
| Karlsberg                         | Wohnplatz    | Schwedt/Oder                              |
| Karlshof                          | Gemeindeteil | Amt Brüssow (Uckermark) Schönfeld         |
| Karlshof                          | Wohnplatz    | Amt Gramzow Gramzow                       |
| Karlshof                          | Wohnplatz    | Templin                                   |
| Karlstein                         | Gemeindeteil | Uckerland                                 |
| Karolinenhof                      | Wohnplatz    | Boitzenburger Land                        |
| Kastanienallee                    | Gemeindeteil | Schwedt/Oder                              |
| Kastaven                          | Gemeindeteil | Lychen                                    |
| Keesow                            | Gemeindeteil | Amt Gartz (Oder) Tantow                   |
| Kerkow                            | Ortsteil     | Angermünde                                |
| Kiecker                           | Wohnplatz    | Nordwestuckermark                         |
| Kienheide                         | Wohnplatz    | Templin                                   |
| Kienwerder                        | Gemeindeteil | Amt Gerswalde Mittenwalde                 |
| Klaushagen                        | Ortsteil     | Boitzenburger Land                        |
| Klausthal                         | Gemeindeteil | Amt Brüssow (Uckermark) Brüssow           |
| Klein Dölln                       | Gemeindeteil | Templin                                   |
| Klein Frauenhagen                 | Wohnplatz    | Angermünde                                |
| Klein Sperrenwalde                | Gemeindeteil | Nordwestuckermark                         |
| Klein Väter                       | Gemeindeteil | Templin                                   |
| Klein-Fredenwalde                 | Gemeindeteil | Amt Gerswalde Gerswalde                   |
| Kleinow                           | Wohnplatz    | Amt Gramzow Uckerfelde                    |
| Kleisthöhe                        | Gemeindeteil | Uckerland                                 |
| Kleptow                           | Gemeindeteil | Amt Brüssow (Uckermark) Schenkenberg      |
| Klinkow                           | Ortsteil     | Prenzlau                                  |
| Klockow                           | Gemeindeteil | Amt Brüssow (Uckermark) Schönfeld         |
| Klosterwalde                      | Ortsteil     | Templin                                   |
| Klosterwalder Mühle               | Wohnplatz    | Templin                                   |
| Knehden                           | Wohnplatz    | Templin                                   |
| Koboltenhof                       | Wohnplatz    | Amt Gramzow Gramzow                       |
| Kolbatzer Mühle                   | Wohnplatz    | Lychen                                    |
| Kraatz                            | Ortsteil     | Nordwestuckermark                         |
| Krähenort                         | Wohnplatz    | Amt Gartz (Oder) Mescherin                |
| Kreuzkrug                         | Gemeindeteil | Templin                                   |
| Krewitz                           | Wohnplatz    | Boitzenburger Land                        |
| Kröchlendorff                     | Gemeindeteil | Nordwestuckermark                         |
| Krohnhorst                        | Gemeindeteil | Amt Gerswalde Gerswalde                   |
| Krumme Hecken                     | Wohnplatz    | Boitzenburger Land                        |
| Kruseshof                         | Wohnplatz    | Nordwestuckermark                         |
| Kuckucksheim                      | Wohnplatz    | Templin                                   |
| Kuckuckswerder                    | Wohnplatz    | Lychen                                    |
| Kuhheide                          | Wohnplatz    | Schwedt/Oder                              |
| Kuhz                              | Wohnplatz    | Boitzenburger Land                        |
| Kummerow                          | Ortsteil     | Schwedt/Oder                              |
| Kunow                             | Ortsteil     | Schwedt/Oder                              |
| Küstrinchen                       | Gemeindeteil | Lychen                                    |
| Küstrinchener Weg                 | Wohnplatz    | Templin                                   |
| Kutzerow                          | Gemeindeteil | Uckerland                                 |
| Landin                            | Ortsteil     | Schwedt/Oder                              |
| Langes Werder                     | Wohnplatz    | Lychen                                    |
| Lauenhof                          | Gemeindeteil | Uckerland                                 |
| Lehmannshof                       | Wohnplatz    | Boitzenburger Land                        |
| Leistenhof                        | Wohnplatz    | Angermünde                                |
| Lemmersdorf                       | Gemeindeteil | Uckerland                                 |
| Lemmersdorfer Mühle               | Wohnplatz    | Uckerland                                 |
| Leopoldsthal                      | Wohnplatz    | Angermünde                                |
| Lexoshof                          | Wohnplatz    | Lychen                                    |
| Libbesicke                        | Gemeindeteil | Amt Gerswalde Temmen-Ringenwalde          |
| Lichtenhain                       | Wohnplatz    | Boitzenburger Land                        |
| Linde                             | Wohnplatz    | Angermünde                                |
| Lindenhagen                       | Gemeindeteil | Nordwestuckermark                         |
| Lindenhof                         | Wohnplatz    | Angermünde                                |
| Lindenhof                         | Wohnplatz    | Lychen                                    |
| Lindenhof                         | Wohnplatz    | Templin                                   |
| Lindensee                         | Wohnplatz    | Boitzenburger Land                        |
| Lindhorst                         | Gemeindeteil | Uckerland                                 |
| Louisenhof                        | Wohnplatz    | Angermünde                                |
| Lübbenow                          | Ortsteil     | Uckerland                                 |
| Luckow                            | Gemeindeteil | Amt Gartz (Oder) Casekow                  |
| Luckow-Petershagen                | Ortsteil     | Amt Gartz (Oder) Casekow                  |
| Ludwigsburg                       | Ortsteil     | Amt Brüssow (Uckermark) Schenkenberg      |
| Ludwigshof                        | Wohnplatz    | Templin                                   |
| Luisenau                          | Gemeindeteil | Amt Gerswalde Temmen-Ringenwalde          |
| Luisenfelde                       | Wohnplatz    | Boitzenburger Land                        |
| Luisenhof                         | Wohnplatz    | Amt Gerswalde Milmersdorf                 |
| Luisenthal                        | Wohnplatz    | Angermünde                                |
| Lützlow                           | Ortsteil     | Amt Gramzow Gramzow                       |
| Lychen                            | Stadt        | Lychen                                    |
| Magnushof                         | Wohnplatz    | Prenzlau                                  |
| Mahlendorf                        | Wohnplatz    | Boitzenburger Land                        |
| Malchow                           | Gemeindeteil | Amt Brüssow (Uckermark) Göritz            |
| Marienheim                        | Gemeindeteil | Lychen                                    |
| Marienhof                         | Wohnplatz    | Lychen                                    |
| Mathildenhof                      | Wohnplatz    | Boitzenburger Land                        |
| Mattheshöhe                       | Wohnplatz    | Amt Gramzow Uckerfelde                    |
| Meichow                           | Ortsteil     | Amt Gramzow Gramzow                       |
| Mellenau                          | Wohnplatz    | Boitzenburger Land                        |
| Melzow                            | Wohnplatz    | Amt Gramzow Oberuckersee                  |
| Menkin                            | Gemeindeteil | Amt Brüssow (Uckermark) Brüssow           |
| Mescherin                         | Ortsteil     | Amt Gartz (Oder) Mescherin                |
| Metzelthin                        | Gemeindeteil | Templin                                   |
| Meyenburg                         | Wohnplatz    | Schwedt/Oder                              |
| Milmersdorf                       | Gemeindeteil | Amt Gerswalde Milmersdorf                 |
| Milmersdorf                       | Gemeinde     | Amt Gerswalde Milmersdorf                 |
| Milmersdorfer Mühle               | Wohnplatz    | Amt Gerswalde Milmersdorf                 |
| Milow                             | Ortsteil     | Uckerland                                 |
| Mittenwalde                       | Gemeindeteil | Amt Gerswalde Mittenwalde                 |
| Mittenwalde                       | Gemeinde     | Amt Gerswalde Mittenwalde                 |
| Mönchehof                         | Wohnplatz    | Amt Gramzow Grünow                        |
| Monplaisir                        | Wohnplatz    | Schwedt/Oder                              |
| Moor                              | Gemeindeteil | Amt Brüssow (Uckermark) Brüssow           |
| Morgenland                        | Wohnplatz    | Templin                                   |
| Moritzhof                         | Wohnplatz    | Templin                                   |
| Moses Krug                        | Wohnplatz    | Templin                                   |
| Mückenfang                        | Wohnplatz    | Lychen                                    |
| Mühlhof                           | Wohnplatz    | Prenzlau                                  |
| Mürow                             | Ortsteil     | Angermünde                                |
| Mürow-Oberdorf                    | Wohnplatz    | Angermünde                                |
| Naugarten                         | Ortsteil     | Nordwestuckermark                         |
| Nechlin                           | Ortsteil     | Uckerland                                 |
| Nechlin Ausbau                    | Wohnplatz    | Uckerland                                 |
| Netzow                            | Gemeindeteil | Templin                                   |
| Neu Placht                        | Gemeindeteil | Templin                                   |
| Neu Placht                        | Wohnplatz    | Templin                                   |
| Neu Zerwelin                      | Wohnplatz    | Boitzenburger Land                        |
| Neu Zollchow                      | Wohnplatz    | Nordwestuckermark                         |
| Neudorf                           | Gemeindeteil | Amt Gerswalde Gerswalde                   |
| Neufunkenhagen                    | Wohnplatz    | Boitzenburger Land                        |
| Neue Mühle                        | Wohnplatz    | Schwedt/Oder                              |
| Neue Zeit                         | Gemeindeteil | Schwedt/Oder                              |
| Neuenfeld                         | Gemeindeteil | Amt Brüssow (Uckermark) Schönfeld         |
| Neu-Galow                         | Wohnplatz    | Schwedt/Oder                              |
| Neuhaus                           | Wohnplatz    | Angermünde                                |
| Neuhof                            | Wohnplatz    | Angermünde                                |
| Neuhof                            | Wohnplatz    | Angermünde                                |
| Neuhof                            | Wohnplatz    | Amt Gramzow Oberuckersee                  |
| Neuhof                            | Wüstung      | Uckerland                                 |
| Neukünkendorf                     | Ortsteil     | Angermünde                                |
| Neu-Luckow                        | Wohnplatz    | Amt Gartz (Oder) Casekow                  |
| Neumannshof                       | Gemeindeteil | Uckerland                                 |
| Neumeichow                        | Wohnplatz    | Amt Gramzow Gramzow                       |
| Neurochlitz                       | Ortsteil     | Amt Gartz (Oder) Mescherin                |
| Neu-Rosow                         | Gemeindeteil | Amt Gartz (Oder) Mescherin                |
| Neuschönfeld                      | Gemeindeteil | Amt Gartz (Oder) Tantow                   |
| Neu-Günterberg                    | Wohnplatz    | Angermünde                                |
| Neu-Kleinow                       | Wohnplatz    | Amt Gramzow Uckerfelde                    |
| Neu-Temmen                        | Gemeindeteil | Amt Gerswalde Temmen-Ringenwalde          |
| Niederfelde                       | Wohnplatz    | Schwedt/Oder                              |
| Niederlandin                      | Wohnplatz    | Schwedt/Oder                              |
| Ottenhagen                        | Gemeindeteil | Uckerland                                 |
| Papenwieser Weg                   | Wohnplatz    | Templin                                   |
| Pappelwerder                      | Gemeindeteil | Amt Gerswalde Mittenwalde                 |
| Parmen                            | Gemeindeteil | Nordwestuckermark                         |
| Passow/Wendemark                  | Ortsteil     | Schwedt/Oder                              |
| Paulinenhof                       | Wohnplatz    | Templin                                   |
| Peetzig                           | Wohnplatz    | Angermünde                                |
| Petersdorf                        | Gemeindeteil | Amt Gerswalde Milmersdorf                 |
| Petersdorfer Siedlung             | Gemeindeteil | Amt Gerswalde Milmersdorf                 |
| Petershagen                       | Gemeindeteil | Amt Gartz (Oder) Casekow                  |
| Petersruh                         | Gemeindeteil | Amt Brüssow (Uckermark) Brüssow           |
| Petznick                          | Ortsteil     | Templin                                   |
| Pfingstberg                       | Gemeindeteil | Amt Gerswalde Flieth-Stegelitz            |
| Pinnow                            | Gemeindeteil | Amt Gerswalde Gerswalde                   |
| Pinnow                            | Gemeinde     | Pinnow                                    |
| Polßen                            | Ortsteil     | Amt Gramzow Gramzow                       |
| Poratz                            | Gemeindeteil | Amt Gerswalde Temmen-Ringenwalde          |
| Postheim                          | Wohnplatz    | Templin                                   |
| Potzlow Abbau                     | Wohnplatz    | Amt Gramzow Oberuckersee                  |
| Potzlow Ausbau                    | Wohnplatz    | Amt Gramzow Oberuckersee                  |
| Potzlow                           | Ortsteil     | Amt Gramzow Oberuckersee                  |
| Prenzlau                          | Stadt        | Prenzlau                                  |
| Punskuhl                          | Wohnplatz    | Lychen                                    |
| Quast                             | Wohnplatz    | Amt Gramzow Oberuckersee                  |
| Raakow                            | Gemeindeteil | Nordwestuckermark                         |
| Radekow                           | Ortsteil     | Amt Gartz (Oder) Mescherin                |
| Randowhöhe                        | Wohnplatz    | Amt Gramzow Gramzow                       |
| Ravensmühle                       | Wohnplatz    | Uckerland                                 |
| Reglingsruh                       | Wohnplatz    | Amt Gartz (Oder) Casekow                  |
| Reiersdorf                        | Gemeindeteil | Templin                                   |
| Reiherhals                        | Wohnplatz    | Lychen                                    |
| Reinfeld                          | Wohnplatz    | Templin                                   |
| Retzow                            | Ortsteil     | Lychen                                    |
| Rieckshof                         | Wohnplatz    | Templin                                   |
| Ringenwalde                       | Gemeindeteil | Amt Gerswalde Temmen-Ringenwalde          |
| Rittgarten                        | Gemeindeteil | Nordwestuckermark                         |
| Röddelin                          | Ortsteil     | Templin                                   |
| Röpersdorf                        | Wohnplatz    | Nordwestuckermark                         |
| Röpersdorf/Sternhagen             | Ortsteil     | Nordwestuckermark                         |
| Rosenow                           | Wohnplatz    | Boitzenburger Land                        |
| Rosinthal                         | Wohnplatz    | Angermünde                                |
| Rosow                             | Ortsteil     | Amt Gartz (Oder) Mescherin                |
| Ruhhof                            | Wohnplatz    | Boitzenburger Land                        |
| Rummelspforter Mühle              | Wohnplatz    | Boitzenburger Land                        |
| Rutenberg                         | Ortsteil     | Lychen                                    |
| Sähle                             | Gemeindeteil | Lychen                                    |
| Salveymühle                       | Wohnplatz    | Amt Gartz (Oder) Gartz (Oder)             |
| Sängerslust                       | Wohnplatz    | Lychen                                    |
| Saugarten                         | Wohnplatz    | Boitzenburger Land                        |
| Schäferei                         | Wohnplatz    | Angermünde                                |
| Schapow                           | Ortsteil     | Nordwestuckermark                         |
| Schenkenberg                      | Ortsteil     | Amt Brüssow (Uckermark) Schenkenberg      |
| Schifferhof                       | Wohnplatz    | Amt Gerswalde Flieth-Stegelitz            |
| Schindelmühle                     | Wohnplatz    | Uckerland                                 |
| Schlepkow                         | Gemeindeteil | Uckerland                                 |
| Schleuse Schorfheide              | Wohnplatz    | Templin                                   |
| Schleuse Zaaren                   | Wohnplatz    | Templin                                   |
| Schleusenhof Regow                | Wohnplatz    | Lychen                                    |
| Schlüßhof                         | Wohnplatz    | Lychen                                    |
| Schmachtenhagen                   | Gemeindeteil | Nordwestuckermark                         |
| Schmargendorf                     | Ortsteil     | Angermünde                                |
| Schmidtshof                       | Wohnplatz    | Templin                                   |
| Schmiedeberg                      | Ortsteil     | Angermünde                                |
| Schmölln                          | Ortsteil     | Amt Gramzow Randowtal                     |
| Schöneberg                        | Ortsteil     | Schwedt/Oder                              |
| Schönermark                       | Ortsteil     | Schwedt/Oder                              |
| Schönermark                       | Ortsteil     | Nordwestuckermark                         |
| Schönfeld                         | Gemeindeteil | Amt Brüssow (Uckermark) Schönfeld         |
| Schönfeld                         | Ortsteil     | Amt Gartz (Oder) Tantow                   |
| Schönfeld                         | Gemeinde     | Amt Brüssow (Uckermark) Schönfeld         |
| Schönow                           | Ortsteil     | Schwedt/Oder                              |
| Schönwerder                       | Ortsteil     | Prenzlau                                  |
| Schreibermühle                    | Wohnplatz    | Lychen                                    |
| Schulenburgslust                  | Wohnplatz    | Templin                                   |
| Schulzenfelde                     | Wohnplatz    | Templin                                   |
| Schulzenhof                       | Gemeindeteil | Nordwestuckermark                         |
| Schwaneberg                       | Wohnplatz    | Amt Gramzow Randowtal                     |
| Schwarzer Tanger                  | Wohnplatz    | Amt Gerswalde Milmersdorf                 |
| Schwedt/Oder                      | Stadt        | Schwedt/Oder                              |
| Seeberg                           | Gemeindeteil | Lychen                                    |
| Seeburg                           |              |                                           |
| Seeblick                          | Wohnplatz    | Lychen                                    |
| Seeburg                           | Gemeindeteil | Amt Gerswalde Mittenwalde                 |
| Seehausen                         | Ortsteil     | Amt Gramzow Oberuckersee                  |
| Seehof                            | Wohnplatz    | Templin                                   |
| Seelübbe                          | Ortsteil     | Prenzlau                                  |
| Siedlung Schönberg                | Wohnplatz    | Amt Gerswalde Milmersdorf                 |
| Sonnenhof                         | Wohnplatz    | Angermünde                                |
| Sophienhof                        | Wohnplatz    | Amt Gartz (Oder) Hohenselchow-Groß Pinnow |
| Stabeshöhe                        | Wohnplatz    | Boitzenburger Land                        |
| Stabeshorst                       | Gemeindeteil | Lychen                                    |
| Staffelde                         | Gemeindeteil | Amt Gartz (Oder) Mescherin                |
| Stegelitz                         | Gemeindeteil | Amt Gerswalde Flieth-Stegelitz            |
| Stegemannshof                     | Wohnplatz    | Prenzlau                                  |
| Steindamm                         | Wohnplatz    | Templin                                   |
| Steinfeld                         | Wohnplatz    | Templin                                   |
| Steinfurth                        | Wohnplatz    | Prenzlau                                  |
| Steinhöfel                        | Ortsteil     | Angermünde                                |
| Steinrode                         | Wohnplatz    | Boitzenburger Land                        |
| Stempnitz                         | Wohnplatz    | Templin                                   |
| Stendell                          | Ortsteil     | Schwedt/Oder                              |
| Sternfelde                        | Wohnplatz    | Angermünde                                |
| Sternhagen                        | Wohnplatz    | Nordwestuckermark                         |
| Sternthal                         | Wohnplatz    | Boitzenburger Land                        |
| Stiern                            | Wohnplatz    | Amt Gerswalde Gerswalde                   |
| Stolpe                            | Ortsteil     | Angermünde                                |
| Stolper Mühle                     | Wohnplatz    | Angermünde                                |
| Storkow                           | Ortsteil     | Templin                                   |
| Stramehl                          | Gemeindeteil | Amt Brüssow (Uckermark) Brüssow           |
| Strehlow                          | Wohnplatz    | Amt Gramzow Oberuckersee                  |
| Strehlow Vorwerk                  | Wohnplatz    | Amt Gramzow Oberuckersee                  |
| Stützkow                          | Wohnplatz    | Schwedt/Oder                              |
| Suckow                            | Gemeindeteil | Amt Gerswalde Flieth-Stegelitz            |
| Suhrhof                           | Wohnplatz    | Boitzenburger Land                        |
| Süßer Grund                       | Wohnplatz    | Lychen                                    |
| Sydowshof                         | Wohnplatz    | Templin                                   |
| Talsand                           | Gemeindeteil | Schwedt/Oder                              |
| Tangersdorf                       | Gemeindeteil | Lychen                                    |
| Tannenhof                         | Wohnplatz    | Boitzenburger Land                        |
| Tantow Ausbau                     | Wohnplatz    | Amt Gartz (Oder) Tantow                   |
| Tantow Vorwerk                    | Gemeindeteil | Amt Gartz (Oder) Tantow                   |
| Tantow                            | Ortsteil     | Amt Gartz (Oder) Tantow                   |
| Taschenberg                       | Gemeindeteil | Uckerland                                 |
| Taschenberg Ausbau                | Wohnplatz    | Uckerland                                 |
| Teerofenbrücke                    | Wohnplatz    | Schwedt/Oder                              |
| Temmen-Ringenwalde                | Gemeinde     | Amt Gerswalde Temmen-Ringenwalde          |
| Templin                           | Stadt        | Templin                                   |
| Thekenberg                        | Wohnplatz    | Angermünde                                |
| Thomsdorf                         | Wohnplatz    | Boitzenburger Land                        |
| Tonkünsterlheim                   | Wohnplatz    | Lychen                                    |
| Torfbruch                         | Wohnplatz    | Schwedt/Oder                              |
| Tornow                            | Gemeindeteil | Amt Brüssow (Uckermark) Göritz            |
| Torwärterhäuser                   | Wohnplatz    | Templin                                   |
| Trampe                            | Gemeindeteil | Amt Brüssow (Uckermark) Brüssow           |
| Trebenow                          | Ortsteil     | Uckerland                                 |
| Trumpf                            | Wohnplatz    | Amt Gramzow Oberuckersee                  |
| Türkshof                          | Gemeindeteil | Lychen                                    |
| Turnersruh                        | Wohnplatz    | Amt Gramzow Oberuckersee                  |
| Uhlenhof                          | Gemeindeteil | Uckerland                                 |
| Ulrichshof                        | Wohnplatz    | Nordwestuckermark                         |
| Vierraden                         | Ortsteil     | Schwedt/Oder                              |
| Vietmannsdorf                     | Ortsteil     | Templin                                   |
| Vogelsangsruh                     | Wohnplatz    | Schwedt/Oder                              |
| Vorderfeld                        | Wohnplatz    | Lychen                                    |
| Vorwerk                           | Wohnplatz    | Schwedt/Oder                              |
| Vorwerk Annenwalde „Waldhus“      | Wohnplatz    | Templin                                   |
| Vorwerk Radekow                   | Wohnplatz    | Amt Gartz (Oder) Tantow                   |
| Voßberg                           | Gemeindeteil | Amt Gerswalde Flieth-Stegelitz            |
| Waldfrieden                       | Wohnplatz    | Angermünde                                |
| Waldhaus                          | Wohnplatz    | Templin                                   |
| Waldhof                           | Wohnplatz    | Templin                                   |
| Weggun-Waldsiedlung               | Gemeindeteil | Nordwestuckermark                         |
| Wallmow                           | Ortsteil     | Amt Brüssow (Uckermark) Carmzow-Wallmow   |
| Warbende                          | Gemeindeteil | Nordwestuckermark                         |
| Warnitz                           | Ortsteil     | Amt Gramzow Oberuckersee                  |
| Warthe                            | Ortsteil     | Boitzenburger Land                        |
| Wartin Eschenweg                  | Wohnplatz    | Amt Gartz (Oder) Casekow                  |
| Wartin                            | Ortsteil     | Amt Gartz (Oder) Casekow                  |
| Wassermühle                       | Wohnplatz    | Amt Brüssow (Uckermark) Brüssow           |
| Weggun                            | Ortsteil     | Nordwestuckermark                         |
| Weiler                            | Gemeindeteil | Amt Gerswalde Gerswalde                   |
| Weiler                            | Wohnplatz    | Templin                                   |
| Welsow                            | Ortsteil     | Angermünde                                |
| Wendemark                         | Wohnplatz    | Schwedt/Oder                              |
| Wendtshof                         | Gemeindeteil | Amt Brüssow (Uckermark) Carmzow-Wallmow   |
| Werbelow                          | Gemeindeteil | Uckerland                                 |
| Werderhof                         | Wohnplatz    | Templin                                   |
| Weselitz                          | Wohnplatz    | Amt Gramzow Uckerfelde                    |
| Wichmannsdorf                     | Ortsteil     | Boitzenburger Land                        |
| Wildbahn                          | Wohnplatz    | Schwedt/Oder                              |
| Wilhelmsfelde                     | Wohnplatz    | Angermünde                                |
| Wilhelmshayn                      | Gemeindeteil | Nordwestuckermark                         |
| Wilhelmshof                       | Wohnplatz    | Angermünde                                |
| Wilhelmshof                       | Gemeindeteil | Nordwestuckermark                         |
| Willmine                          | Gemeindeteil | Amt Gerswalde Gerswalde                   |
| Wilmersdorf                       | Ortsteil     | Angermünde                                |
| Wilsickow                         | Ortsteil     | Uckerland                                 |
| Wismar                            | Ortsteil     | Uckerland                                 |
| Wittenhof                         | Gemeindeteil | Amt Brüssow (Uckermark) Schenkenberg      |
| Wittstock                         | Gemeindeteil | Nordwestuckermark                         |
| Woddow                            | Ortsteil     | Amt Brüssow (Uckermark) Brüssow           |
| Wolfshagen                        | Ortsteil     | Uckerland                                 |
| Wollenthin                        | Wohnplatz    | Prenzlau                                  |
| Wolletz                           | Ortsteil     | Angermünde                                |
| Wollin                            | Wohnplatz    | Amt Gramzow Randowtal                     |
| Wollschow                         | Ortsteil     | Amt Brüssow (Uckermark) Brüssow           |
| Woltersdorf                       | Ortsteil     | Amt Gartz (Oder) Casekow                  |
| Wucker                            | Wohnplatz    | Templin                                   |
| Wuppgarten                        | Wohnplatz    | Lychen                                    |
| Wurlgrund                         | Gemeindeteil | Lychen                                    |
| Zarnkehöfe                        | Wohnplatz    | Uckerland                                 |
| Zehnebeck                         | Wohnplatz    | Amt Gramzow Gramzow                       |
| Zenshaus                          | Wohnplatz    | Lychen                                    |
| Zentrum                           | Gemeindeteil | Schwedt/Oder                              |
| Zernikow                          | Gemeindeteil | Nordwestuckermark                         |
| Zerwelin                          | Wohnplatz    | Boitzenburger Land                        |
| Zichow                            | Ortsteil     | Amt Gramzow Zichow                        |
| Zichow-Lindenwegsiedlung          | Wohnplatz    | Amt Gramzow Zichow                        |
| Ziemkendorf                       | Ortsteil     | Amt Gramzow Randowtal                     |
| Ziethenmühle                      | Wohnplatz    | Angermünde                                |
| Zollchow                          | Gemeindeteil | Nordwestuckermark                         |
| Zollende                          | Wohnplatz    | Angermünde                                |
| Zuchenberg                        | Ortsteil     | Angermünde                                |
| Zützen                            | Ortsteil     | Schwedt/Oder                              |